# Lawrence Beesley
Lawrence Beesley (Wirksworth, 31 de dezembro de 1877 — Londres, 14 de fevereiro de 1967) foi um professor, jornalista e autor britânico. Após se formar em Cambridge, ensinou Ciências até se demitir em 1912. Em abril desse mesmo ano, embarcou no transatlântico RMS Titanic como passageiro de Segunda Classe para visitar a família na América. Quando o navio colidiu com um iceberg e afundou a meio da viagem, Beesley embarcou num dos botes salva-vidas, sobrevivendo ao desastre.

## Biografia

### Juventude
Lawrence Beesley nasceu a 31 de dezembro de 1877, filho de Henry Beesley, um bancário, em Wirksworth, na Inglaterra. Beesley tinha seis irmãos: Frederick Arnold, Ernest, Edith Anne, Lewis Henry, Cyril James e Arthur Campbell. Foi educado primeiramente na Derby School, onde obteve uma bolsa de estudo e, depois, no Caius College, Cambridge. Começou a ensinar em Wirksworth, na grammar school local, em 1902, e dois anos depois, passou a trabalhar no Dulwich College, como professor de Ciências.

### A bordo doTitanic
Em 1912, Beesley demitiu-se no cargo de professor de modo a poder partir para Toronto, no Canadá, onde vivia o seu irmão na altura. Beesley embarcou no RMS Titanic em Southampton, a 10 de abril de 1912, com bilhete de Segunda Classe que lhe custou £13. Ocupou o quarto D-56, no Convés D.
A viagem foi tranquila, e Beesley passou os dias passeando e observando do mar pelos conveses ao ar livre. No domingo, dia 14, passou algum tempo na Biblioteca da Segunda Classe. Beesley conviveu com alguns passageiros, notavelmente o Reverendo Ernest Carter. De noite, antes de se deitar, juntou-se a outros passageiros na Sala de Jantar da Segunda Classe para um serviço dominical presidido pelo Reverendo Carter, entoando cânticos religiosos e, posteriormente, bebendo café e refrescos.
Quando o navio colidiu com um iceberg às 23h40, Beesley encontrava-se deitado na sua cama. Não sentiu o choque da colisão, mas sentiu as máquinas serem desligadas, estranhando o facto. Beesley levantou-se e perguntou a um criado o que tinha acontecido, mas responderam-lhe que não tinha ocorrido nada. Beesley subiu até ao Convés A enquanto os botes salva-vidas estavam a começar a ser cheios com pessoas, mas decidiu regressar ao seu quarto. Ao descer as escadas, notou uma ligeira inclinação nos degraus, o que lhe dificultou a descida. Beesley vestiu um casaco, pôs alguns livros nos bolsos e subiu de novo para o Convés A.
Entretanto, o chão encontrava-se numa inclinação ainda maior. Beesley descobriu que os oficiais estavam a deixar homens subir a bordo do Bote 13, enquanto os outros botes eram cheios dando prioridade a mulheres e crianças. Beesley subiu a bordo do Bote 13, que foi finalmente lançado ao mar por volta das 01:25h, com 64 pessoas a bordo. Enquanto o bote descia, aproximou-se de uma das bombas hidráulicas do navio, que bombeava água para fora do Titanic, correndo o risco de se inundar. Quando o bote chegou, surpreendentemente intacto, ao mar, a corrente puxou-os para debaixo do Bote 15 (que tinha acabado de começar a descer). Os gritos dos passageiros a bordo do Bote 13 advertiram os oficiais no Titanic para o facto, atrasando a descida do Bote 15 para que pudessem afastar-se do navio.
Beesley observou o Titanic a afundar-se a partir do bote. Quando as luzes se apagaram e o navio desapareceu debaixo da água, o professor tentou confortar um bebé que chorava aconchegando-o com um cobertor (coincidentemente, descobriu que ele e a senhora que segurava o bebé tinham amigos em comum em Clonmel, na Irlanda). Às 04h45, o RMS Carpathia, um navio que tinha vindo em salvamento dos passageiros do Titanic chegou ao Bote 13, e Beesley subiu a bordo, tendo pisado terra firme em Nova Iorque.

### Após o desastre
Na confusão após o desastre, Beesley foi dado como desaparecido, e um anúncio na edição de 18 de abril do Daily Mail pedia informações quanto ao seu paradeiro. Mais tarde, no dia seguinte, uma descrição do desastre feita por Beesley fez cabeçalhos no Toronto Daily Star.
Após o naufrágio, Beesley escreveu uma obra de sucesso sobre o assunto, publicada ainda em 1912: The Loss of S.S. Titanic. Em 1958, Beesley participou nas filmagens do filme A Night to Remember, que descrevia a tragédia. Quando as cenas do naufrágio estavam a ser filmadas, Beesley escapuliu-se para o set e tentou entrar na cena para, simbolicamente, se afundar com o navio. O realizador não o permitiu, uma vez que isto poderia provocar uma reação negativa do sindicato dos atores.
Beesley morreu em Londres, a 14 de fevereiro de 1967, aos 89 anos de idade.